# Campionati europei di nuoto 2010 - 50 metri rana maschili
Le qualifiche per la semifinale si sono svolte la mattina del 13 agosto 2010, mentre la semifinale si è svolta la sera dello stesso giorno. La finale si è svolta la sera del 14 agosto 2010.

## Medaglie
| Posizione | Atleta               | Paese       |
| --------- | -------------------- | ----------- |
| Oro       | Fabio Scozzoli       | Italia      |
| Argento   | Dragoș Agache        | Romania     |
| Bronzo    | Lennart Stekelenburg | Paesi Bassi |

## Record
Prima della manifestazione il record del mondo (RM), il record europeo (EU) e il record dei campionati (RC) erano i seguenti.
| Record mondiale       | 26"67 | Cameron van der Burgh Sudafrica | 29 luglio 2009 Roma, Italia     |
| Record europeo        | 26"83 | Hendrik Feldwehr Germania       | 28 luglio 2009 Roma, Italia     |
| Record dei campionati | 27"18 | Oleh Lisohor Ucraina            | 2 agosto 2002 Berlino, Germania |

Durante la competizione non sono stati migliorati record.

## Risultati batterie
| Pos. | Atleta                 | Nazionalità | Tempo       | Batteria    | Corsia      | Note        |
| ---- | ---------------------- | ----------- | ----------- | ----------- | ----------- | ----------- |
| 1    | Damir Dugonjič         | Slovenia    | 27.37       | 7           | 7           |             |
| 2    | Emil Tahirovič         | Slovenia    | 27.50       | 7           | 5           |             |
| 3    | Matjaz Markic          | Slovenia    | 27.67       | 6           | 2           |             |
| 4    | Hendrik Feldwehr       | Germania    | 27.76       | 7           | 4           |             |
| 5    | Caba Siladji           | Serbia      | 27.79       | 5           | 6           |             |
| 6    | Dragoș Agache          | Romania     | 27.81       | 6           | 4           |             |
| 7    | Robin Van Aggele       | Paesi Bassi | 27.90       | 6           | 5           |             |
| 8    | Giedrius Titenis       | Lituania    | 27.94       | 4           | 5           |             |
| 8    | Fabio Scozzoli         | Italia      | 27.94       | 5           | 5           |             |
| 8    | Alessandro Terrin      | Italia      | 27.94       | 7           | 3           |             |
| 11   | Lennart Stekelenburg   | Paesi Bassi | 27.96       | 5           | 4           |             |
| 12   | Roman Sludnov          | Russia      | 28.00       | 2           | 8           |             |
| 12   | Alexander Dale Oen     | Norvegia    | 28.00       | 5           | 3           |             |
| 14   | Barry Murphy           | Irlanda     | 28.09       | 2           | 6           |             |
| 15   | Valeriy Dymo           | Ucraina     | 28.11       | 4           | 4           |             |
| 16   | Gabor Financsek        | Ungheria    | 28.12       | 2           | 4           |             |
| 17   | Richard Bodor          | Ungheria    | 28.14       | 6           | 7           |             |
| 18   | Iisakki Ratilainen     | Finlandia   | 28.15       | 4           | 2           |             |
| 19   | Filipp Provorkov       | Estonia     | 28.21       | 5           | 1           |             |
| 20   | Andriy Kovalenko       | Ucraina     | 28.23       | 5           | 7           |             |
| 21   | Petr Bartunek          | Rep. Ceca   | 28.25       | 7           | 1           |             |
| 22   | Zoltán Horváth         | Ungheria    | 28.26       | 4           | 1           |             |
| 22   | Przemyslaw Gorczyca    | Polonia     | 28.26       | 6           | 6           |             |
| 24   | Andrea Toniato         | Italia      | 28.32       | 5           | 2           |             |
| 24   | Stanislav Lakhtyukhov  | Russia      | 28.32       | 7           | 6           |             |
| 26   | Alexander Triznov      | Russia      | 28.45       | 6           | 3           |             |
| 27   | Jakob Sveinsson        | Islanda     | 28.46       | 4           | 3           |             |
| 28   | Hunor Mate             | Austria     | 28.48       | 7           | 8           |             |
| 29   | Martti Aljand          | Estonia     | 28.59       | 2           | 5           |             |
| 30   | Luca Pizzini           | Italia      | 28.69       | 7           | 2           |             |
| 31   | Oemer Aslanoglu        | Turchia     | 28.75       | 4           | 7           |             |
| 32   | Eetu Karvonen          | Finlandia   | 28.78       | 4           | 6           |             |
| 33   | Slawomir Wolniak       | Polonia     | 28.79       | 5           | 8           |             |
| 34   | Daniel Malnik          | Israele     | 28.86       | 1           | 3           |             |
| 35   | Dmitriy Cherkasov      | Azerbaigian | 28.88       | 1           | 4           |             |
| 36   | David Szele            | Ungheria    | 28.92       | 6           | 1           |             |
| 37   | Grega Plevelj          | Slovenia    | 28.94       | 4           | 8           |             |
| 38   | Andrei Tuomola         | Finlandia   | 29.02       | 1           | 5           |             |
| 38   | Matej Kuchar           | Slovacchia  | 29.02       | 3           | 4           |             |
| 40   | Tomas Klobucnik        | Slovacchia  | 29.16       | 2           | 3           |             |
| 41   | Laurent Carnol         | Lussemburgo | 29.18       | 3           | 5           |             |
| 42   | Vadim Romanov          | Estonia     | 29.25       | 3           | 8           |             |
| 43   | Edvinas Dautartas      | Lituania    | 29.33       | 3           | 1           |             |
| 44   | Dinko Geshev           | Bulgaria    | 29.39       | 3           | 6           |             |
| 45   | Rastislav Racz         | Slovacchia  | 29.51       | 2           | 2           |             |
| 46   | Roko Simunic           | Croazia     | 29.66       | 3           | 2           |             |
| 47   | Ari-Pekka Liukkonen    | Finlandia   | 29.83       | 3           | 7           |             |
| 48   | Igor Kozlovskij        | Lituania    | 29.90       | 3           | 3           |             |
| 49   | Pauli O. Mohr          | Fær Øer     | 31.39       | 2           | 7           |             |
|      | Carlos Almeida Esteves | Portogallo  | non partito | non partito | non partito | non partito |
|      | Igor Borysik           | Ucraina     | non partito | non partito | non partito | non partito |

## Semifinali
| Pos. | Atleta               | Nazionalità | Batteria | Corsia | Tempo | Note |
| ---- | -------------------- | ----------- | -------- | ------ | ----- | ---- |
| 1    | Lennart Stekelenburg | Paesi Bassi | 1        | 2      | 27.44 |      |
| 2    | Fabio Scozzoli       | Italia      | 1        | 6      | 27.46 |      |
| 3    | Robin Van Aggele     | Paesi Bassi | 1        | 3      | 27.50 |      |
| 4    | Damir Dugonjič       | Slovenia    | 2        | 4      | 27.52 |      |
| 5    | Emil Tahirovič       | Slovenia    | 1        | 4      | 27.57 |      |
| 6    | Barry Murphy         | Irlanda     | 2        | 1      | 27.60 |      |
| 7    | Alexander Dale Oen   | Norvegia    | 1        | 7      | 27.63 |      |
| 8    | Dragoș Agache        | Romania     | 2        | 3      | 27.64 |      |
| 9    | Alessandro Terrin    | Italia      | 2        | 2      | 27.69 |      |
| 10   | Valeriy Dymo         | Ucraina     | 1        | 1      | 27.89 |      |
| 11   | Caba Siladji         | Serbia      | 1        | 5      | 27.93 |      |
| 12   | Hendrik Feldwehr     | Germania    | 2        | 5      | 27.94 |      |
| 13   | Giedrius Titenis     | Lituania    | 2        | 6      | 28.01 |      |
| 13   | Roman Sludnov        | Russia      | 2        | 7      | 28.01 |      |
| 15   | Gabor Financsek      | Ungheria    | 2        | 8      | 28.02 |      |
| 16   | Richard Bodor        | Ungheria    | 1        | 8      | 28.35 |      |

## Finale
| Pos. | Atleta               | Nazionalità | Corsia | Tempo | Note |
| ---- | -------------------- | ----------- | ------ | ----- | ---- |
|      | Fabio Scozzoli       | Italia      | 5      | 27.38 |      |
|      | Dragoș Agache        | Romania     | 8      | 27.47 |      |
|      | Lennart Stekelenburg | Paesi Bassi | 4      | 27.51 |      |
| 4    | Alexander Dale Oen   | Norvegia    | 1      | 27.55 |      |
| 5    | Robin Van Aggele     | Paesi Bassi | 3      | 27.66 |      |
| 6    | Emil Tahirovič       | Slovenia    | 2      | 27.76 |      |
| 7    | Damir Dugonjič       | Slovenia    | 6      | 27.80 |      |
| 8    | Barry Murphy         | Irlanda     | 7      | 27.99 |      |